# Calle 33 (línea de la Avenida Lexington)
La Calle 33 es una estación en la línea de la Avenida Lexington del Metro de Nueva York de la A del Interborough Rapid Transit Company. La estación se encuentra localizada en Murray Hill, Manhattan entre la Calle 33 Este y la Avenida Lexington. La estación es servida en varios horarios por diferentes trenes de los servicios  y .

## Galería

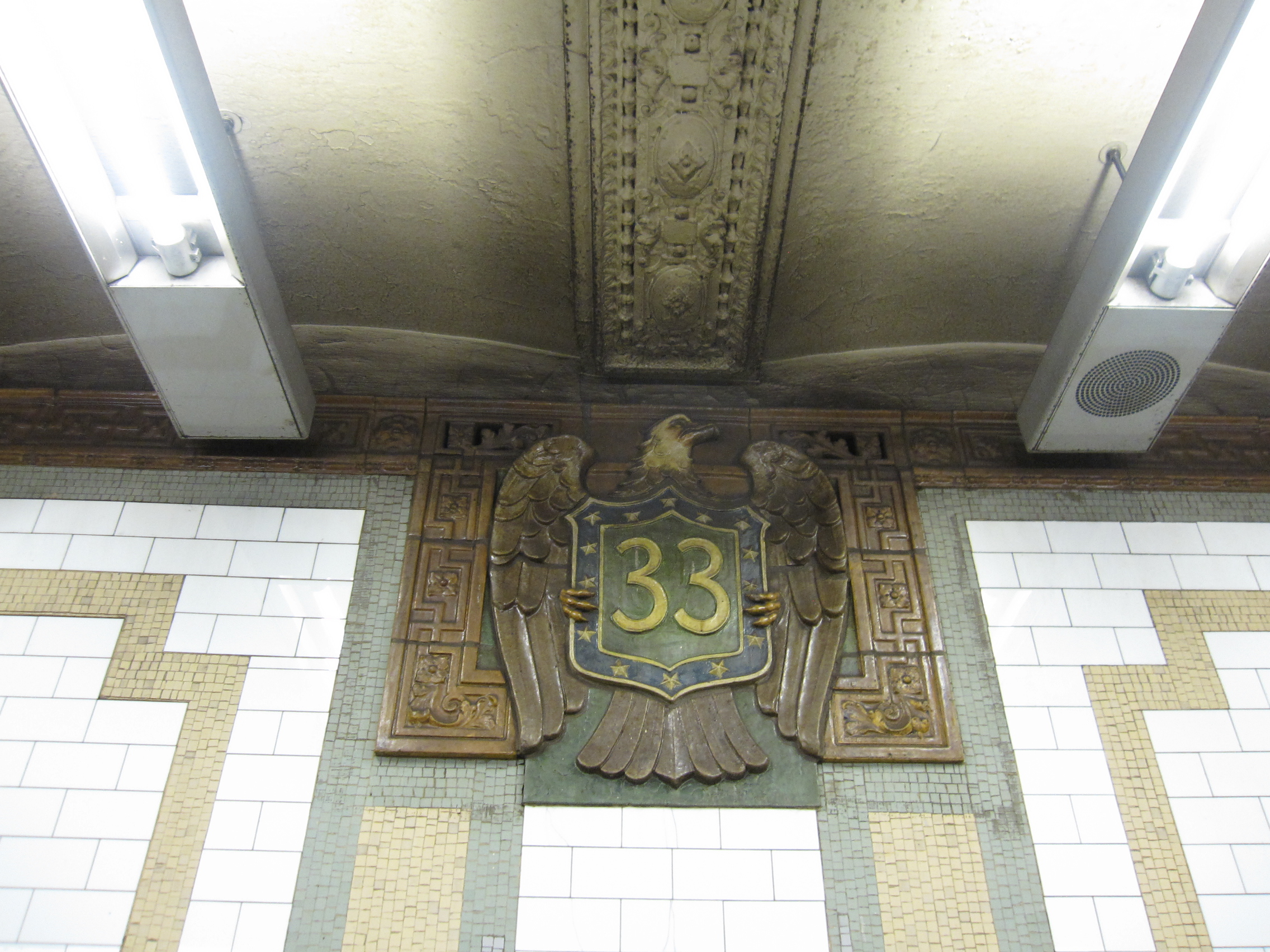
Placa por Heins & LaFarge/Grueby Faience Company, 1904.
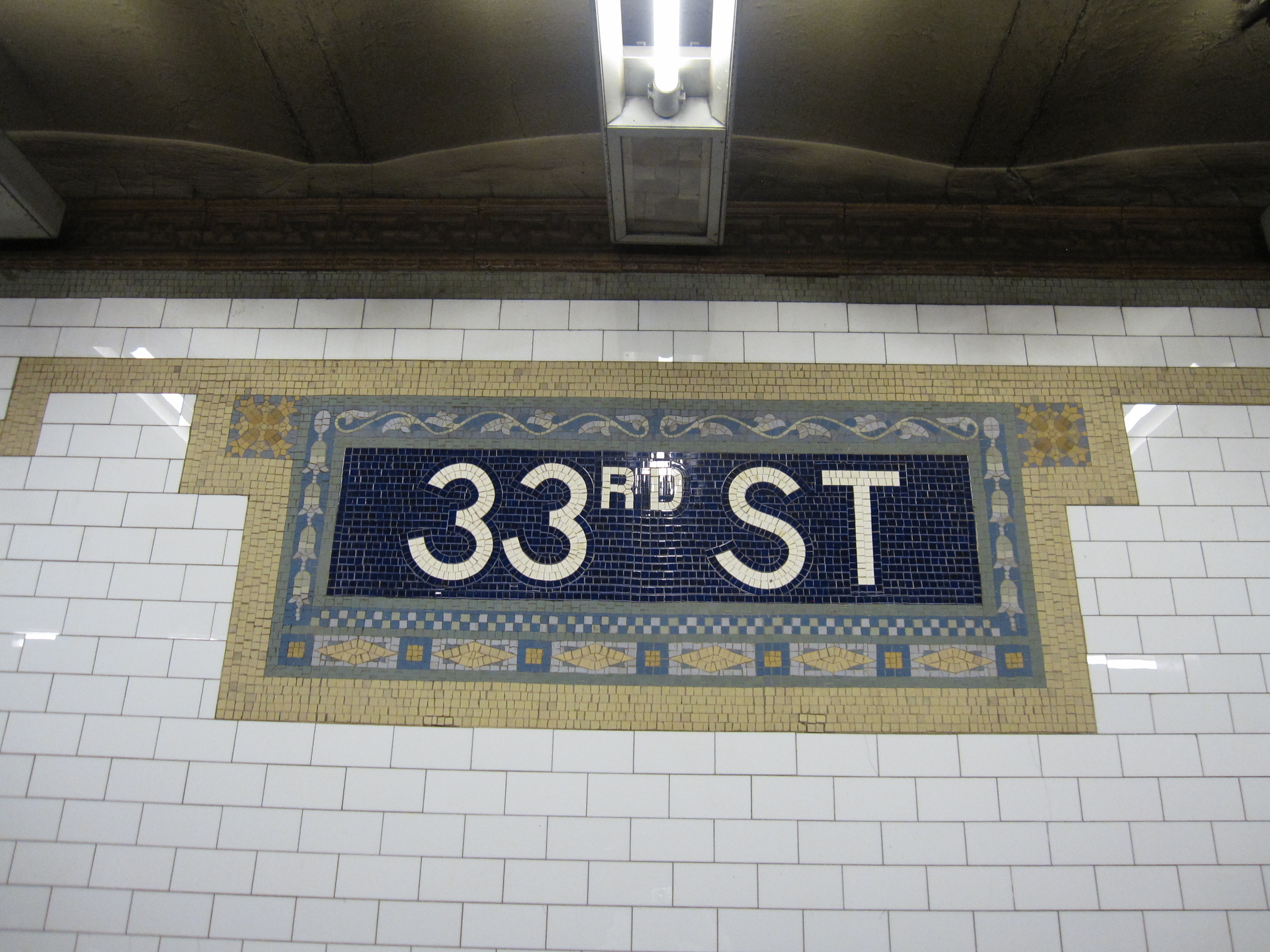
Mosaico por Heins & LaFarge/John H. Parry Co., 1904.
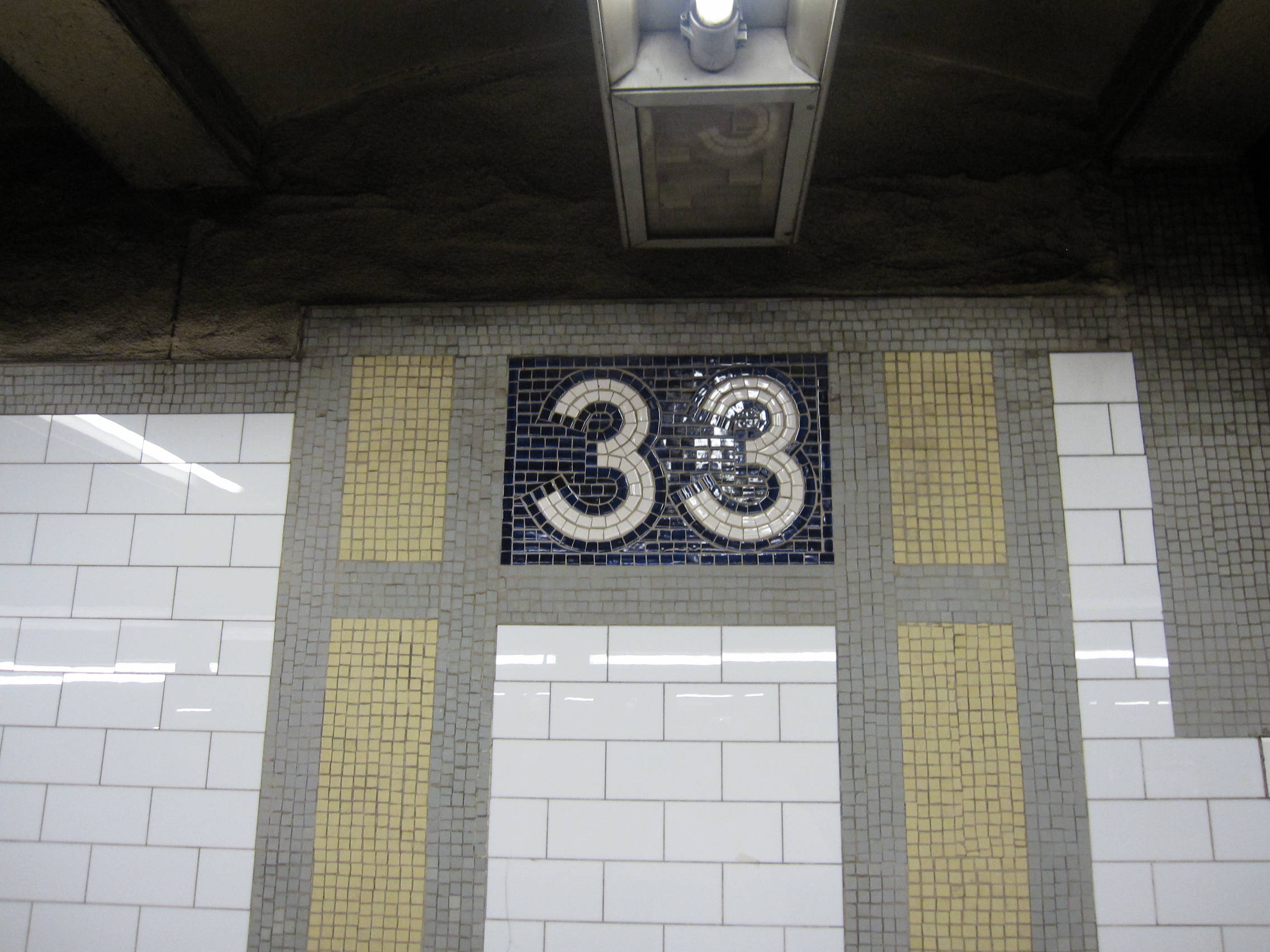
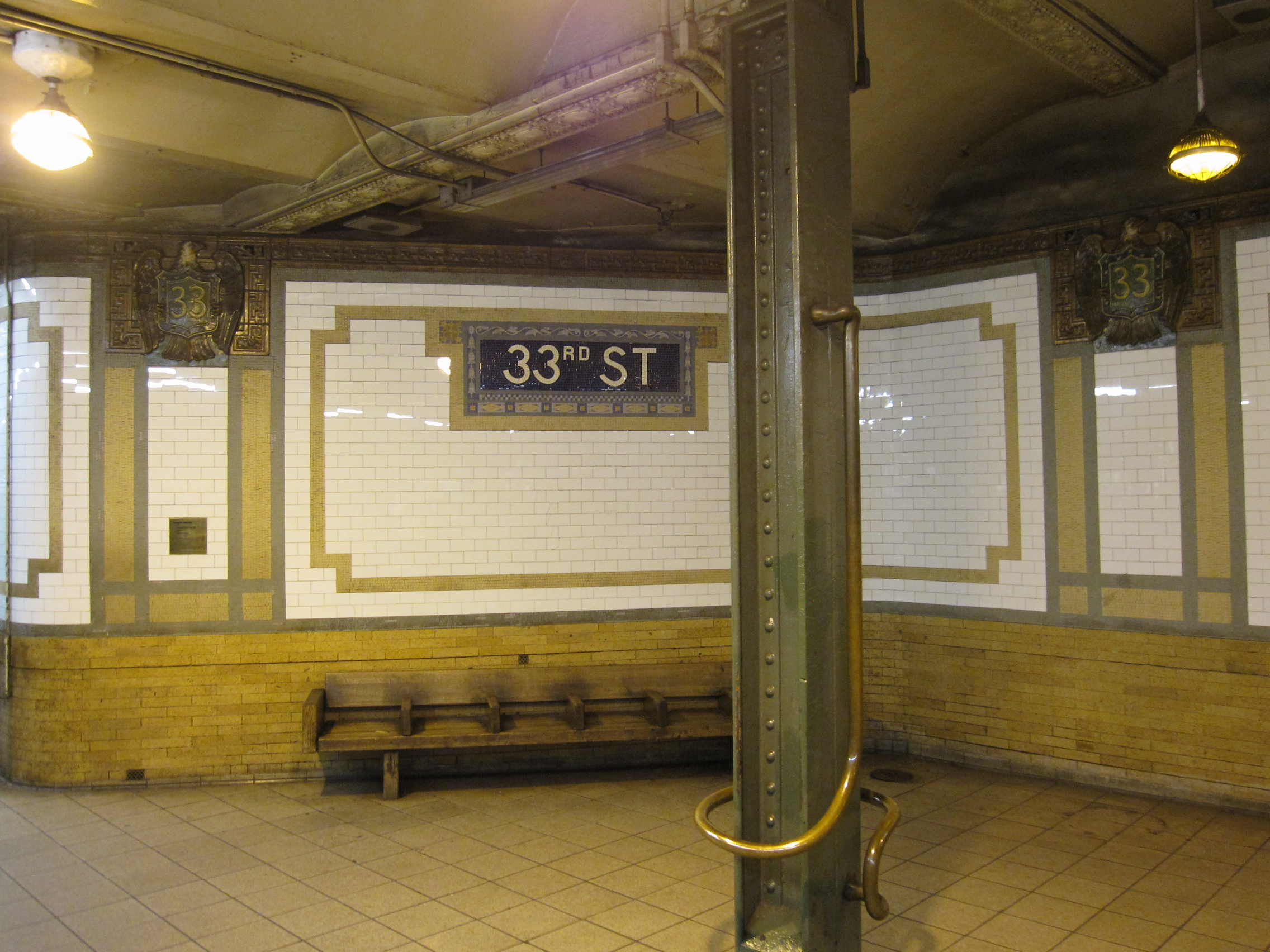
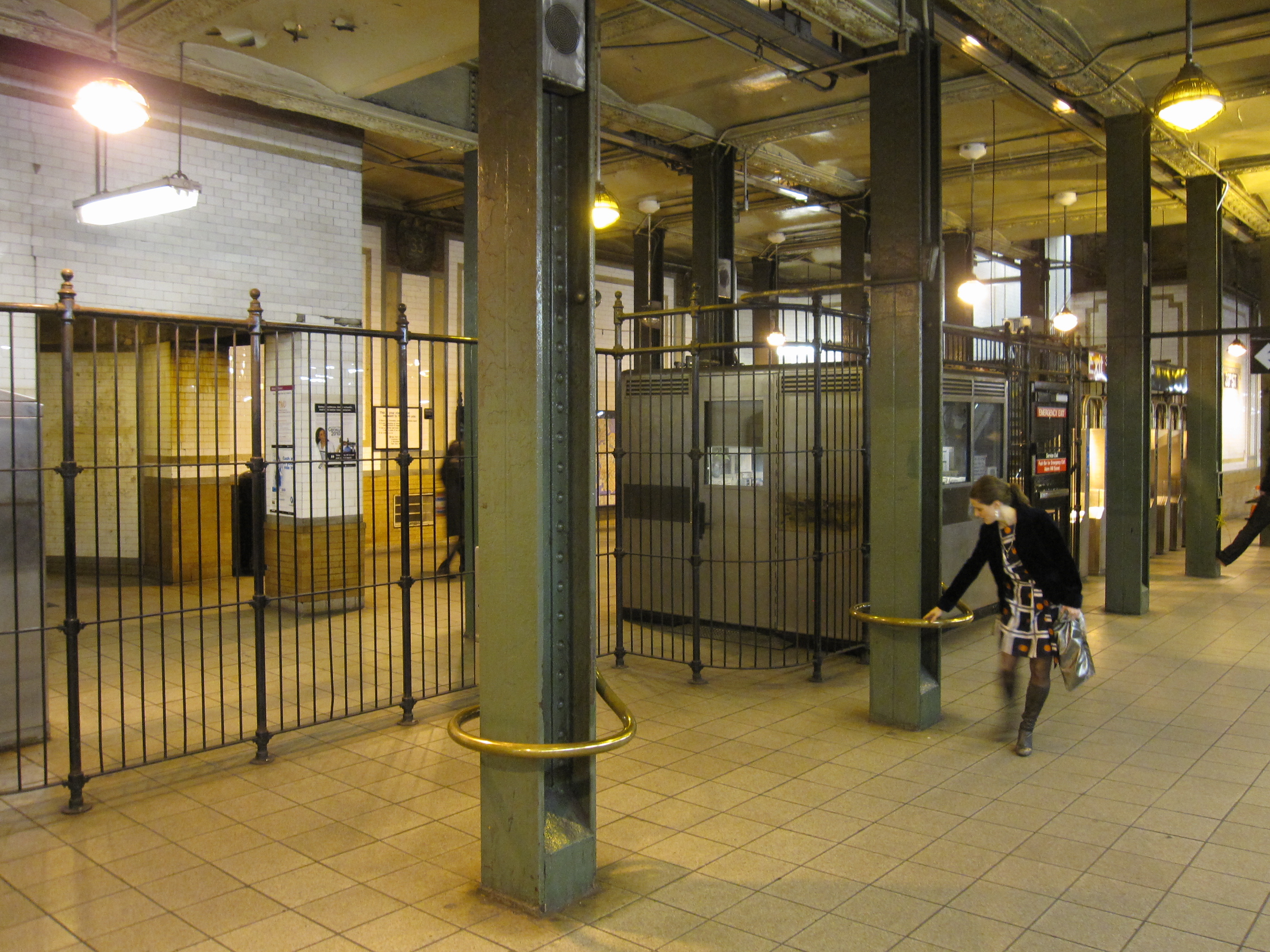
Tarifa de control
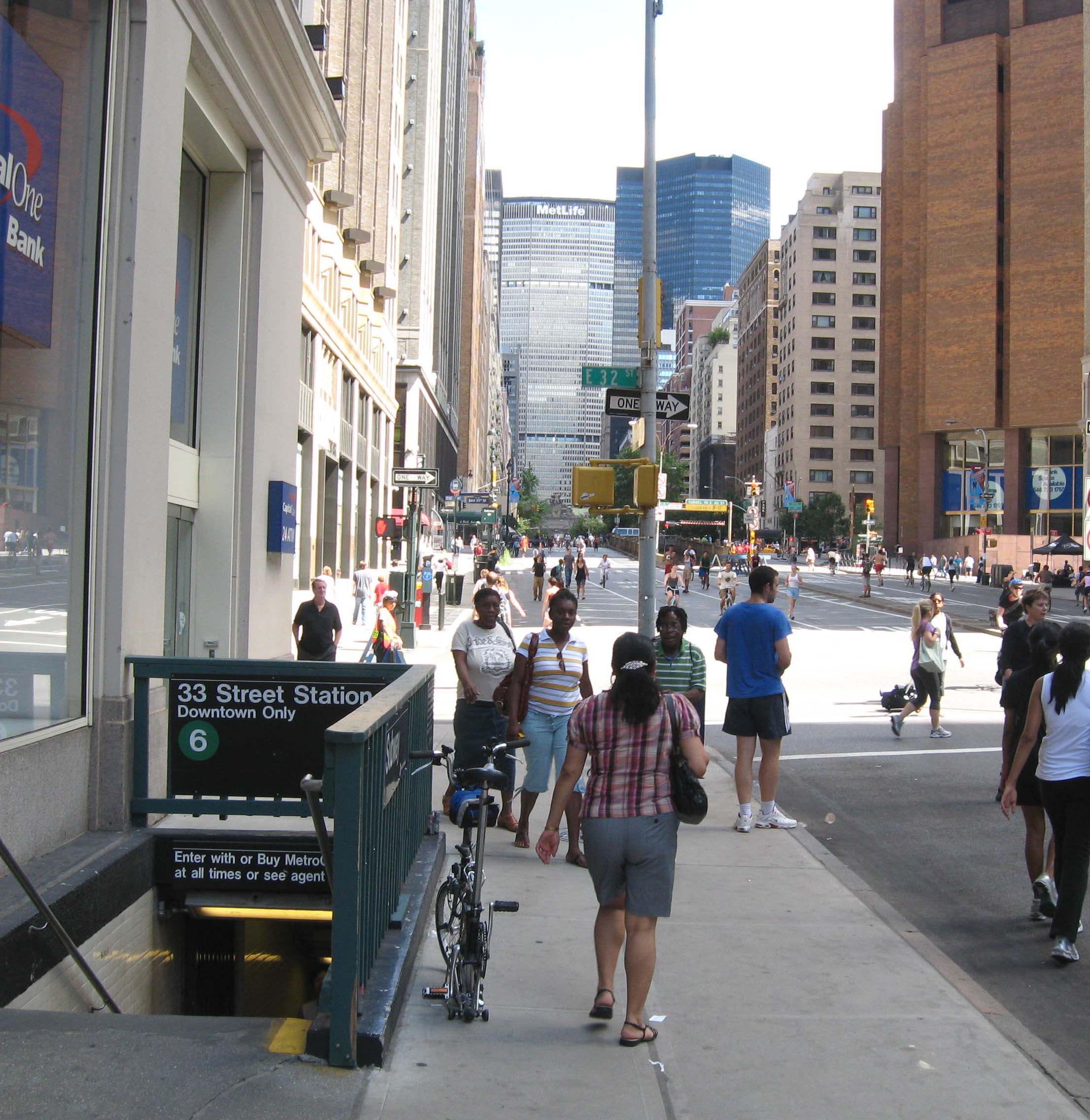
Escaleras